# كيفن نايت
كيفن نايت (بالإنجليزية: Kevin Knight)‏ (22 أكتوبر 1976 في الولايات المتحدة - ) هو مصمم أزياء تقليدية ولاعب كرة قدم أمريكي في مركز الدفاع. لعب مع نيويورك ريد بولز وريتشموند كيكرز وLong Island Rough Riders ‏.

## وصلات خارجية
- كيفن نايت على موقع الدوري الأمريكي (الإنجليزية)
- كيفن نايت على موقع قاعدة بيانات كرة القدم.إي يو (الإنجليزية)